# Nagaur
Nagaur è una suddivisione dell'India, classificata come municipality, di 88.313 abitanti, capoluogo del distretto di Nagaur, nello stato federato del Rajasthan. In base al numero di abitanti la città rientra nella classe II (da 50.000 a 99.999 persone).

## Geografia fisica
La città è situata a 27° 11' 60 N e 73° 43' 60 E e ha un'altitudine di 301 m s.l.m..

## Società

### Evoluzione demografica
Al censimento del 2001 la popolazione di Nagaur assommava a 88.313 persone, delle quali 46.364 maschi e 41.949 femmine. I bambini di età inferiore o uguale ai sei anni assommavano a 14.628, dei quali 7.655 maschi e 6.973 femmine. Infine, coloro che erano in grado di saper almeno leggere e scrivere erano 49.365, dei quali 30.661 maschi e 18.704 femmine.